# Ablatie (geneeskunde)
Ablatie (Latijn: ablatio) is een medische term voor het verwijderen van weefsel.
Deze ingreep kan op verschillende manieren worden uitgevoerd, bijvoorbeeld met een scalpel of een laser of met bevriezing. Soms wordt deze ingreep toegepast om weefsel opzettelijk zodanig te beschadigen dat het geen elektriciteit meer geleidt.

## Ablatio retinae
Ablatio retinae is het spontane loslaten van het netvlies van de achterwand van het oog. Dit leidt tot onmiddellijke uitval van (een deel van) het gezichtsveld. (Gedeeltelijk) herstel is mogelijk met een spoedoperatie, voordat het netvlies verder beschadigd wordt.

## Elektroablatie
Elektroablatie gebeurt door middel van hoogfrequente energie (RF-ablatie). De bedoeling is om het weefsel op te warmen tot temperaturen die liggen tussen 50 °C en 100 °C. Hierbij wordt het weefsel permanent beschadigd en omgevormd tot littekenweefsel. Deze techniek wordt veelal toegepast bij de behandeling van hartritmestoornissen, om een foutieve doorgang van elektrische pulsen te isoleren. Littekenweefsel geleidt namelijk geen elektriciteit. Ook overactieve sympathische zenuwen kunnen met behulp van elektroablatie uitgeschakeld worden. Elektroablatie wordt ook gebruikt bij chronische snurkproblemen.
Momenteel in opmars zijnde, is de techniek van cryoablatie. Hierbij wordt hetzelfde bereikt door middel van bevriezing (tot −80 °C). Het voordeel van cryoablatie is dat men eerst door gebruik van een minder lage temperatuur kan testen of het beoogde effect gehaald is, alvorens de littekenvorming permanent te maken (door de temperatuur verder te verlagen). Het risico op een recidief (terugkeer) van een hartritmestoornis lijkt bij cryoablatie echter groter. Tevens bestaat er bij cryoablatie een verhoogd risico op schade aan de middenrifszenuw.